# La signora nel lago
La signora nel lago (The Lady in the Lake) è un romanzo hardboiled di Raymond Chandler pubblicato nel 1943.
Il libro è citato tra I migliori cento romanzi gialli di tutti i tempi (1990), sia nella lista della Crime Writers' Association, sia in quella della Mystery Writers of America.

## Trama
L'investigatore Philip Marlowe riceve l'incarico, da un affermato industriale nel campo dei cosmetici, di ritrovargli la moglie scomparsa. La signora, che si accompagna ad affascinanti quanto insulsi playboy, ha fatto perdere le sue tracce durante un soggiorno nella loro casa di montagna. Unica traccia, un telegramma spedito al marito in cui gli comunica che si recherà in Messico per ottenere il divorzio. Recatosi nella località, Marlowe si scontra con una umanità molto diversa da quella californiana alla quale è abituato: tra i vari personaggi, un bisbetico ma sincero Bill, custode della villa; uno sceriffo solo apparentemente lento e bonario; un tenente di polizia arrogante, ed un medico che ha qualcosa da nascondere. Il custode, ancora sofferente per la fuga della moglie (non sopportava la soporifera vita rurale), non nasconde la sua convinzione che la moglie dell'industriale sia fuggita con uno dei tanti amanti e, pur con continui sbalzi di umore dovuti al vizio del bere, si rivela prezioso per le indagini. Un giorno, mentre accompagna Marlowe al lago, scopre con orrore sotto il pontile il cadavere della moglie, in avanzato stato di decomposizione: non era quindi fuggita in città come lui credeva ma era stata uccisa e gettata nel lago, con una zavorra che doveva tenerne il corpo a fondo. La tranquillità del paese viene così sconvolta dal delitto della moglie di Bill; Marlowe però intuisce che qualcosa non quadra e, nonostante il tenente di polizia tenti brutalmente di dissuaderlo, continua le indagini. Scopre così che il cadavere non era quello della moglie di Bill, bensì quello della moglie scomparsa dell'industriale. La moglie di Bill, che ha un passato inquietante, ha assassinato la moglie dell'industriale ed è fuggita per rifarsi una vita, contando appunto sul fatto che il cadavere nel lago sarebbe stato scambiato per il suo.

## Opere derivate
Robert Montgomery nel 1946 diresse e interpretò il film Una donna nel lago (Lady in the lake). Tra gli altri interpreti, Audrey Totter, Lloyd Nolan e Tom Tully .

## Edizioni italiane
- In fondo al lago, traduzione di Ida Omboni, Collana Libri Gialli, Milano, Mondadori, giugno 1947.
- La signora nel lago, traduzione di Oreste Del Buono, Milano, Feltrinelli, 1988.
- in  Romanzi e racconti 1943-1959, traduzione di Laura Grimaldi, Collana I Meridiani, Milano, Mondadori, 2006.
- La signora nel lago, traduzione di Gianni Pannofino, Collana Fabula n.413, Milano, Adelphi, 2024, ISBN 978-88-459-3938-9.